# Adobe Flash
Adobe Flash a fost o aplicație utilizată pentru dezvoltarea de tip Flash disponibile în cadrul unor pagini web. Prin intermediul obiectelor flash, se poate crește dinamismul unei pagini precum și facilita interacțiunea cu utilizatorul. Inițial dezvoltată de Macromedia, aplicația Flash a fost preluată de către Adobe odată cu achiziționarea companiei sus amintite.

## Începuturile Flash-ului
- Jonathan Gray – de profesie arhitect, pasionat de calculatoare, încearcă să construiască câteva jocuri. Ulterior va încerca să construiască câteva instrumente gen CAD pentru a-i ușura propria muncă. Printre primele aplicații menționăm:
  - Super Paint – program de desenat
  - Intellidraw – obiecte și componente grafice (pentru MAC și PC); comportament asociat obiectelor (această facilitate fiind păstrată chiar și în Flash – deja elementele grafice sunt considerate ca fiind obiecte);

- 1993 – Future Wave (companie inițiată de Jonathan Gray împreună cu un prieten) lansează SmartSketch în care se putea desena cu creionul optic – acest modul fiind identic cu cel aflat chiar și în versiunile actuale de Flash. Aplicația este lansată public și sunt așteptate reacțiile posibililor utilizatori.

- 1995 – utilizatorii vor un program de animație adaptat WEBului: FutureSplash Animator ; din cauză că firma a pierdut destul de mult în urma “eșecului” SmartSketch-ului și pentru că cei doi inițiatori nu aveau bani să plătească angajații se declară falimentari și pentru a putea acoperi unele datorii vor încerca să vândă ultima lor aplicație către Adobe – paradoxal atunci au fost refuzați pentru ca ulterior (în 2005) Adobe să “plătească” pentru greșelile din trecut și să cumpere Macromedia (firmă care a achiziționat FutureSplashAnimator-ul).

- 1996 – Microsoft interesat de o animație simplă în pagina lor web; când Macromedia observă că soluția este dată de FutureSplashAnimator devine brusc interesată în achiziționarea firmei (falimentare) FutureWave și FutureSplash va deveni Flash 1.0.

## Avantaje și dezavantaje în Flash
Folosirea obiectelor Flash în paginile web are un anumit număr de avantaje și dezavantaje. Vom trece în revistă câteva dintre acestea:

### Avantajele folosirii Flash-ului pe web
- Elemente grafice vectoriale: dimensiuni mici și scalabil: Pentru a “memora” imaginile un calculator poate recurge la două metode: prima este reținerea pixel cu pixel a imaginii, cea de-a doua este memorarea unor “puncte critice” cu ajutorul cărora imaginea poate fi refăcută. Astfel pentru a afișa un cerc, acesta poate fi memorat într-o imagine de tip raster (cum ar fi formatul BitMap sau Jpeg) – dacă avem un cerc cu o rază destul de mare vor fi memorați nu numai pixelii de pe circumferința cercului ci și cei din interiorul acestuia sau care sunt în jurul său. Spre deosebire, în cadrul formatelor vectoriale (SVG - Scalable Vector Graphics, SWF - ShockWave Flash) sunt reținute doar centrul și raza cercului, calculatorul găsind imediat metoda de afișare a tuturor punctelor ce vor alcătui cercul. Este evident faptul că dimensiunea unui fișier în format rasterizat (jpg, bmp, gif) este mai mare decât cea a unui fișier în format vectorial (din cauza numărului de informații ce vor fi reținute). Atunci când mărim o imagine de tip vectorial nu facem decât să redesenăm o parte a sa, calculatorul putând reda cercul cu aceeași claritate – se cunoaște forma geometrică reprezentată și mărirea imaginii nu reprezintă decât trasarea (la scară) a fostei imagini vectoriale. Atunci când mărim o imagine de tip raster calculatorul nu “cunoaște” despre ce este vorba și operația va consta doar în suprademensionarea pixelilor (un pixel al cercului va fi afișat în mai multe puncte de pe ecran).

- Independența de platformă (browser/sistem de operare): Imaginile vectoriale, deși mai utile, necesită o aplicație care să genereze imaginea (pentru formatul SVG de exemplu există Adobe SVG Player iar pentru SWF avem Playerul de Flash). Independența de platformă apare din cauză că acest program ce „știe” să afișeze imaginile a fost construit pentru o gamă largă de hardware și sisteme de operare: Astfel dacă vom vizualiza obiectul Flash în Windows se va folosi automat Playerul de Flash versiunea Windows, dacă utilizăm un telefon mobil (SmartPhone), se va folosi playerul disponibil pentru telefoane (Flash Player Lite 1.0), sau dacă vom folosi MacOS există un player separat (evident toate playerele vor afișa aceeași imagine finală).

- Animații de lungă durată ușor de realizat: animațiile sunt punctul forte al Flash-ului, interfața aplicației dă posibilitatea de a sincroniza (în funcție de timp) diversele obiecte, poziții sau forme ale acestora. Flash-ul nu numai că realizează această sincronizare, dar poate și interpola poziția (sau forma) unui obiect pentru a ușura munca utilizatorului.

- Se pot adăuga interfeței elemente multimedia: în interiorul obiectelor Flash puteți importa și manipula (înainte, inapoi, salt la un anumit moment) MP3-uri sau AVI-uri.

- Nu necesită cunoștințe de HTML, XHTML: în cazul în care vă hotărâți să realizați un întreg site în Flash, aplicația vă poate furniza odată cu obiectul flash și codul HTML necesar – în acest fel tot ce mai trebuie făcut este doar publicarea sitului pe un server WEB.

- Editoare puternice și lucrul facil: (Macromedia) Flash este un editor puternic care dă posibilitatea de atașări de comportamente diverselor obiecte fie folosind interfața de desenare grafică fie prin atașarea de scripturi obiectelor.

- Ușurința îmbinării elementelor grafice cu scriptul: atașarea codurilor ActionScript obiectelor din flash se realizează prin selectarea obiectului și introducerea codului asociat obiectului într-o fereastră specială.

- Transferabil ca flux de date: pentru ca un film Flash să ruleze pe mașina clientului nu este necesar să fie încărcat în întregime – playerul va afișa doar cât va putea din film așteptând (eventual) încărcarea în continuare. Din acest motiv se pot realiza scripturi speciale care atașate obiectelor Flash pot furniza informații privitoare la procentul de fișier care a fost încărcat.

### Dezavantaje ale utilizării Flash-ului
Printre dezavantajele folosirii obiectelor flash în paginile web amintim:
- Depinde de player: deși acesta vine instalat pe o suită de browsere (și în cazul în care nu este preinstalat instalarea este destul de rapidă – dimensiunea Playerului Flash este destul de mică și descărcarea acestuia în contextul rețelelor actuale este rapidă), totuși există cazuri în care obiectele Flash ajung pe mașini ce nu au instalată aplicația necesară interpretării obiectelor Flash, ajungându-se în imposibilitatea folosirii fișierelor (Pentru a rula aplicațiile Flash pe aceste calculatoare trebuie exportat obiectul Flash ca un executabil).

- Mare amator de resurse: deoarece trebuie să „reconstruiască” de fiecare dată elementele grafice, Playerul Flash (precum și aplicația de dezvoltare) este mare consumator de memorie și procesor (în cazul graficii raster este clar unde trebuiau afișați pixelii ce formează cercul – în cadrul graficii vectoriale trebuie ca pozițiile pixelilor să fie recalculate).

- Motoarele de căutare nu pot indexa textul: Flashul lucrează cu mai multe tipuri de texte, majoritatea dintre acestea (textul static) nu poate fi indexat de motoarele de căutare deoarece obiectul Flash este tratat ca element grafic/obiect și roboții de căutare nu au cunoștințele necesare „disecării” obiectelor Flash și extragerii textului intern.

- Ușurința utilizării îl face sa fie folosit în cele mai absurde moduri (de exemplu, flash-urile - sperietoare). Pentru aceste tipuri de Flash-uri, făcute de obicei de începători, în limba engleză există un termen special: "flashturbation".

- Tehnologie licențiată: fiind o aplicație dezvoltată de o serie de programatori (plătiți pentru a dezvolta Flashul), instrumentul de dezvoltare costă cel puțin 600€[necesită citare]. Totuși specificațiile formatului obiectului Flash sunt disponibile și din acest motiv au apărut (și încă apar) destule instrumente care să utilizeze acest format în scopuri mai mult sau mai puțin productive sau legale. Dintre acestea amintim: Swift3D, Swish, ImperatorFLA, ActionScript Obfuscator.

## Construirea obiectelor în Flash
- Elementele grafice pot fi desenate și remodelate direct din flash prin intermediul unor instrumente simpliste

- Pot fi importate din alte programe sub diverse formate

- Pot fi create din ActionScript: putem realiza un obiect de tip MovieClip și apoi “desena” în interiorul său prin intermediul unor comenzi de tip moveTo, lineTo, curveTo, fill, gradientFill

## Îmbinarea graficii cu scriptul
- Scriptul poate fi atașat în oricare cadru al animației conferindu-ne siguranța ca acea secvență se va executa sincronizat cu ce se află desenat pe ecran (programare temporală)

- Scriptul poate fi atașat unui buton

- Scriptul poate fi atașat unui movieClip (un film în filmul Flash)

## Comunicarea dintre Flash și alte tehnologii
- Obiectul Flash poate comunica cu servere asincron (motiv pentru care se folosesc evenimentele în cadrul flashului) dând posibilitatea dezvoltatorilor de Flash de a recurge la diversele informații ce pot fi stocate pe server în baze de date sau fișiere special construite.

- Obiectul poate comunica cu serverul inițializând conexiuni și comunicând în timp real. În acest mod pot fi construite diverse chaturi sau aplicații care să comunice în timp real chiar dacă sunt aflate pe calculatoare diferite (vezi jocurile de tip șah din Yahoo Messenger care sunt realizate în Flash).
- Obiectele Flash pot comunica între ele prin intermediul unor conexiuni locale inițializate cu comanda „LocalConnection”: două obiecte Flash aflate pe același calculator au posibilitatea de a interacționa chiar dacă unul rulează într-o fereastră a unui browser iar cel de-al doilea într-un browser diferit de primul (sau chiar rulat direct de playerul Flash).
- Obiectele Flash pot comunica cu scripturile de tip JavaScript prin intermediul comenzii fscommand (JS poate comunica cu Flash apelând funcții direct din Flash și referind obiectul Flash prin intermediul atributului „name” din codul HTML exportat de Flash).
- Obiectul Flash fiind construit special pentru internet nu poate rula aplicații, schimba informațiile din sistem sau scrie fișiere. Pentru a putea totuși să creăm fișiere (de dimensiuni mari) pe mașina clientului, putem folosi Flashul ca interfață pentru aplicațiile scrise în alte limbaje de programare (a fost folosit cu succes pentru realizarea interfeței PlayStation II).